# Útěchovice pod Stražištěm
Útěchovice pod Stražištěm là một làng thuộc huyện Pelhřimov, vùng Vysočina, Cộng hòa Séc.